# Cüneyt Çakır
Cüneyt Çakır (yuneit chakur; Estambul, Turquía; 23 de noviembre de 1976) es un árbitro turco de fútbol. Es internacional FIFA desde el año 2006.

## Carrera en el fútbol

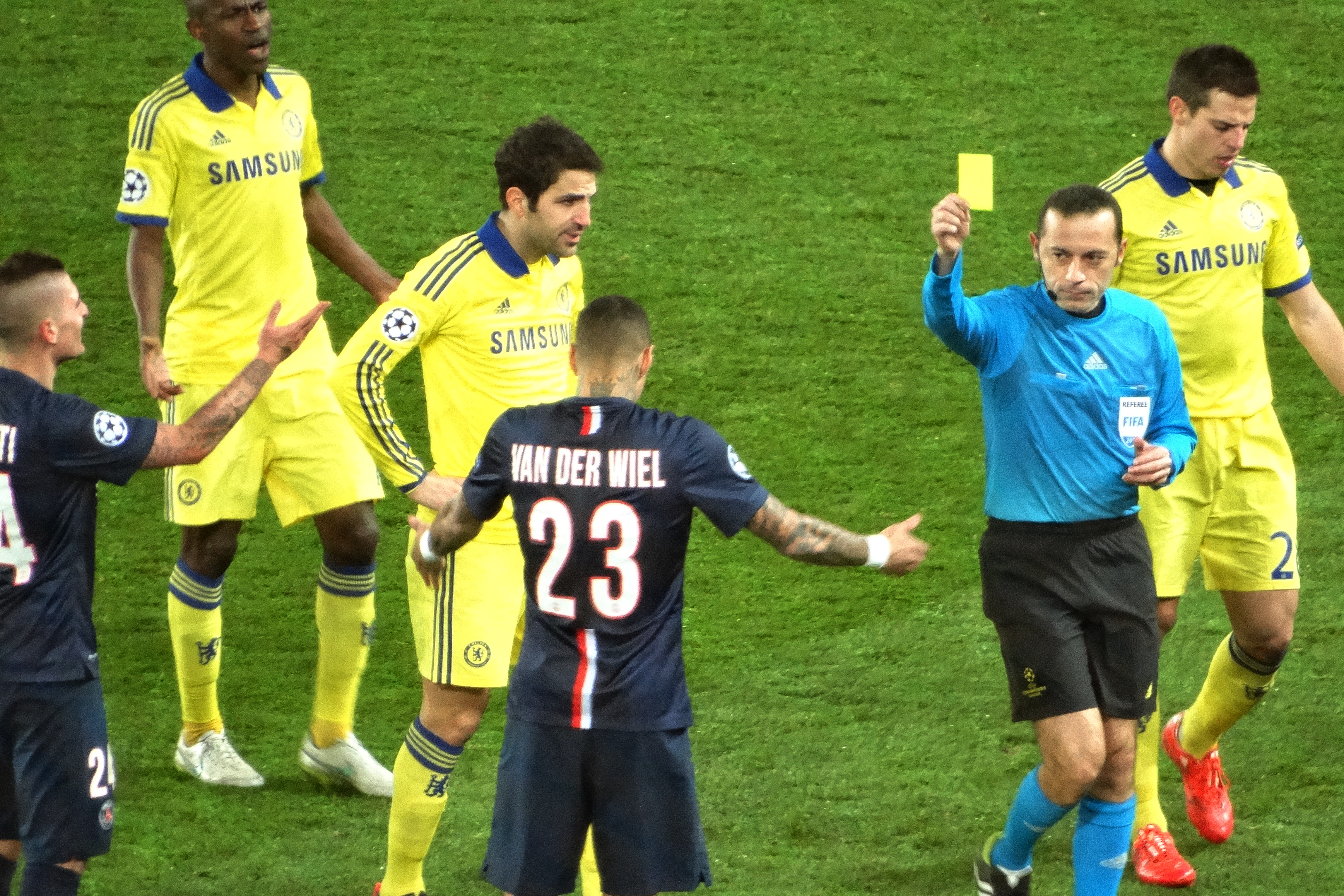
Çakır mostrando una cartulina amarilla en el PSG-Chelsea de la primera ronda de la Champions 2014-15

Cüneyt ha dirigido como árbitro en la Superliga, Copa de Turquía, Liga de Campeones de la UEFA, Copa UEFA, Copa Intertoto, Campeonato de Europa Sub-19 de la UEFA de 2007, eliminatorias a la Eurocopa del 2008, 2012, también las eliminatorias al mundial de 2010 y varios partidos amistosos internacionales.
En la Copa Mundial de Fútbol Sub-20 de 2011, pitó los partidos Brasil vs. Egipto, Uruguay vs. Nueva Zelanda y Ecuador vs. Costa Rica de la primera fase, en cuartos de final pitó el partido México vs. Colombia y un partido de la semifinal Francia vs. Portugal.
En la final de la Eurocopa 2012 participó como cuarto árbitro en el partido entre España vs Italia, en el cual la selección de España se convirtió por segunda vez consecutiva en campeona de la Eurocopa, tras vencer a su adversario en un resultado de 4-0.
Çakır fue elegido como el árbitro principal para la Final de Liga de Campeones 2014-15 en la cual se enfrentaron el F. C. Barcelona contra la Juventus disputada en el Estadio Olímpico de Berlín.

## Copa Mundial de la FIFA
| Copa Mundial de Fútbol de 2014 – Brasil | Copa Mundial de Fútbol de 2014 – Brasil | Copa Mundial de Fútbol de 2014 – Brasil | Copa Mundial de Fútbol de 2014 – Brasil | Copa Mundial de Fútbol de 2014 – Brasil | Copa Mundial de Fútbol de 2014 – Brasil  | Copa Mundial de Fútbol de 2014 – Brasil | Copa Mundial de Fútbol de 2014 – Brasil |
| Fecha                                   | Partido                                 | Sede                                    | Fase                                    | Amonestado                              | Otorgado · Otorgado otra vez · Expulsado | Expulsado                               | Anotado · Penal                         |
| --------------------------------------- | --------------------------------------- | --------------------------------------- | --------------------------------------- | --------------------------------------- | ---------------------------------------- | --------------------------------------- | --------------------------------------- |
| 17 de junio de 2014                     | Brasil 0 – 0 México                     | Fortaleza                               | Fase de grupos                          | 4                                       | 0                                        | 0                                       | 0                                       |
| 26 de junio de 2014                     | Argelia 1 – 1 Rusia                     | Curitiba                                | Fase de grupos                          | 5                                       | 0                                        | 0                                       | 0                                       |
| 9 de julio de 2014                      | Países Bajos 0 – 0 Argentina            | São Paulo                               | Semifinal                               | 3                                       | 0                                        | 0                                       | 0                                       |
| Copa Mundial de Fútbol de 2018 – Rusia  |                                         |                                         |                                         |                                         |                                          |                                         |                                         |
| Fecha                                   | Partido                                 | Sede                                    | Fase                                    | Amonestado                              | Otorgado · Otorgado otra vez · Expulsado | Expulsado                               | Anotado · Penal                         |
| 15 de junio de 2018                     | Marruecos 0 – 1 Irán                    | San Petersburgo                         | Fase de grupos                          | 4                                       | 0                                        | 0                                       | 0                                       |
| 26 de junio de 2018                     | Nigeria 1 – 2 Argentina                 | San Petersburgo                         | Fase de grupos                          | 5                                       | 0                                        | 0                                       | 1                                       |
| 11 de julio de 2018                     | Croacia 2 – 1 Inglaterra                | Moscú                                   | Semifinal                               | 3                                       | 0                                        | 0                                       | 0                                       |